# Phrygile petit-deuil
Rhopospina fruticeti
Pour les articles homonymes, voir Phrygile.
Espèce
Statut de conservation UICN

 LC  : Préoccupation mineure
Le Phrygile petit-deuil (Rhopospina fruticeti) est une espèce de passereaux appartenant à la famille des Thraupidae.